# Бам, Нина Игнатьевна
Ни́на Игна́тьевна Бам (в замужестве Бам-Ромова, Ромова; 1901, Баку, Российская империя — 1975) — советская писательница, драматург и журналистка. Мать писателя Анатолия Ромова — сына Владимира Татлина.

## Биография
Нина Бам родилась в 1901 году в Баку.
В 1918 году после распада Российской империи и получения Азербайджаном независимости уехала в Петроград, где сблизилась с группой ОБЭРИУ.
В середине 1920-х годов Нина Бам переехала в Москву и снова оказалась в кругу авангардистов, с двоими из которых, Алексеем Кручёных и Кириллом Зданевичем, общалась до 1960-х годов.
Писательница, драматург, журналистка, автор литературных записей, вышедших отдельными книгами в 1947—1948 гг. в Госполитиздате воспоминаний сестры жены Сталина, Анны Сергеевны Аллилуевой, и отца жены Сталина Сергея Яковлевича Аллилуева. За книгу «Воспоминания» (литзапись Н. Бам) А. С. Аллилуева в конце 1940-х была, по указанию Сталина, приговорена к 10 годам заключения в одиночной камере, и этот срок отбыла полностью.
В 1960-х годах снимала дачу в Переделкине.
Умерла в 1975 году. Урна с прахом захоронена в колумбарии Донского кладбища, в той же нише устроен кенотаф С.М. Ромову.

## Личная жизнь
В начале 1930-х годов Нина Бам познакомилась с Владимиром Татлиным, с которым у неё завязался роман. В 1934 году Татлин познакомил её с Сергеем Ромовым, который через год, после рождения общего сына Татлина и Бам, Анатолия, стал мужем Нины Бам. Предполагая, что Татлина ждёт арест, отцом своего ребёнка Нина Бам записала Сергея Ромова. Через год, в 1936 году Ромов был арестован и в 1939 году расстрелян. Татлин, в отличие от Ромова, никогда не подвергался арестам и умер в год смерти Сталина. В 1949 году Нина Бам привела сына в коммунальную квартиру Владимира Татлина, и это была единственная встреча отца и сына. Однако о том, что он сын Татлина, Анатолий Ромов узнал только после смерти матери от её младшей сестры Марии Бек; незадолго до смерти Нина Бам сказала сыну лишь о том, что он не сын Сергея Ромова.

### Семья
- Мать — Александра Михайловна Бам[1].
- Младшая сестра — Мария Игнатьевна Бек (урождённая Бам)[1].
- Муж — Сергей Матвеевич Ромов (1885—1939), русско-французский писатель-искусствовед[1].
- Сын — Анатолий Сергеевич Ромов (р. 1935)[1].
- Внуки:
  - Сергей Анатольевич Ромов[1].
  - Филипп Анатольевич Ромов[1].
  - Нина Анатольевна Ромова[1].